# Melitaea moulinsi
Melitaea moulinsi är en fjärilsart som beskrevs av Trimoulet 1924. Melitaea moulinsi ingår i släktet Melitaea och familjen praktfjärilar. Inga underarter finns listade i Catalogue of Life.